# Atelographus sexplagiatus
Atelographus sexplagiatus är en skalbaggsart som beskrevs av Julius Melzer 1927. Atelographus sexplagiatus ingår i släktet Atelographus och familjen långhorningar. Inga underarter finns listade.